# Otto Joachim Moltke
Otto Joachim Moltke (11 juin 1770 - 1er février 1853) est avocat et fonctionnaire. Il est ministre d'État du Danemark de 1824 à 1842.

## Biographie
Il est né à Moltkes Palæ à Copenhague, au Danemark. Il est le fils d'Adam Gottlob Moltke (1710–1792) et de Sophie Hedevig von Raben (1733–1802). Son père est lensgreve til Bregentved et exerce un pouvoir politique étendu sous le règne de Frederick V. Moltke étudie à l'Université de Copenhague à partir de 1786. Il effectue ensuite un voyage d'étude à l'étranger.
Il part en Norvège où il est nommé gouverneur du Comté de Telemark de 1798 à 1800. En 1800, Moltke reçoit le rang de chambellan et est nommé gouverneur diocésain de Christianssands Stiftamt et simultanément gouverneur du comté de Telemark. Il occupe ce poste jusqu'en 1804. En 1813, il est nommé chancelier du Schleswig-Holstein-Lauenborg (Slesvig-Holsten-Lauenborgske Cancelli). Il est secrétaire d'État de 1824 à 1830 et membre éminent du conseiller privé du Danemark de 1824 à 1842.
Il devient commandeur de l'Ordre de Dannebrog en 1810, reçoit la Grande Croix en 1815 et devient Chevalier de l'Ordre de l'Éléphant en 1826.

## Vie privée
En 1797, Moltke épouse Christiane Sophie Juul (1778–1810), fille du major-colonel Christian Frederik Juul et de Catharina Wilhelmine Wedel-Jarlsberg. Il se remarie en 1816 avec Sophie Henriette von Düring (1777–1853), fille de Chamberlain et plus tard général Ernst Christoph Friederich von Düring et Henriette Sophie von Reden.
Otto Joachim Moltke se retire à Espe Hovedgård dans la paroisse de Boeslunde, qu'il a acquise en 1810. Il meurt en 1853 et est enterré à l'église de Boeslunde dans le village de Boeslunde à Slagelse, au Danemark.

## Distinctions
- Commandeur de l'ordre du Dannebrog